# Rallye de Curitiba
Le Rallye International de Curitiba (ou Rally Internacional da Curitiba, ou Rally da Graciosa - Curitiba) est une épreuve de rallye brésilienne se déroulant sur terre annuellement dans la région de l'état du Paraná qui entoure la mucipipalité de Curitiba. Avant d'acquérir un statut international en 2009, il porte le nom de Rally da Graciosa, ville située dans une autre municipalité plus au nord-ouest du Paraná, Paranavaí.

## Histoire
Le premier vainqueur est Jorge Fleck, seul pilote brésilien à ce jour à avoir obtenu des points en WRC (7e du rallye d'Argentine en 1987).
Le français Nicolas Vouilloz s'est classé second de cette épreuve en 2009, alors que l'anglais Kris Meeke l'a remportée deux fois consécutivement, en 2009 et 2010.

## Palmarès
(RS: Rio Grande do Sul; PR: Paraná; RJ: Rio de Janeiro; SC:Santa Catarina.) 
| Année | Pilote               | copilote              | Voiture                       | États brésiliens | Championnats internationaux |
| ----- | -------------------- | --------------------- | ----------------------------- | ---------------- | --------------------------- |
| 1981  | Jorge Fleck          | Sylvio Klein          | Volkswagen Golf A6            | RS               | (1re édition)               |
| 1982  | Sady Bordin          | Dario Araújo          | Volkswagen Voyage A7          | PR               |                             |
| 1983  | Paulo Lemos          | Arthur Cezar Carvalho | Volkswagen Voyage A7          | PR               |                             |
| 1984  | Cesar Vilela         | José Baranovisk       | GM Monza A7                   | RJ               |                             |
| 1985  | Claudio Antunes      | Olavo Barbour         | Volkswagen Passat A7          | RJ               |                             |
| 1986  | Épreuve annulée      | Épreuve annulée       | Épreuve annulée               | Épreuve annulée  | Épreuve annulée             |
| 1987  | Paulo Lemos          | Arthur Cezar Carvalho | Volkswagen Golf GTI A7        | PR               |                             |
| 1988  | Édio Füchter         | Ricardo Costa         | Volkswagen Golf GTI A7        | SC               |                             |
| 1989  | Édio Füchter         | Ricardo Costa         | Volkswagen Golf GTI A7        | SC               |                             |
| 1990  | Reinaldo Varela      | Sergio Lima           | Volkswagen Golf GTI A7        | SP               |                             |
| 1991  | Paulo Lemos          | Ricardo Costa         | Volkswagen Golf GTI A7        | PR               |                             |
| 1992  | Gustavo Pisano       | Felipe Mercader       | Volkswagen Golf GTI A7        |                  |                             |
| 1993  | Gabriel Mendez       | Felipe Mercader       | Volkswagen Golf GTI A7        |                  |                             |
| 1994  | Marco Dario Galanti  | Ivan Dumont           | Toyota Celica A8              |                  |                             |
| 1995  | Marco Dario Galanti  | Ivan Dumont           | Toyota Celica A8              |                  |                             |
| 1996  | Gabriel Rais         | José Volta            | Renault Clio Williams A7      |                  |                             |
| 1997  | Gabriel Mendez       | Carlos Villete        | Toyota Celica A8              |                  |                             |
| 1998  | Francisco Gorostiaga | Victor Aguilera       | Lancia Delta Integrale A8     |                  |                             |
| 1999  | Christian Rosiak     | Hugo Thomas           | Mitsubishi Lancer Evo IV N4   |                  |                             |
| 2000  | Marcos Ligato        | Ruben Garcia          | Subaru Impreza N4             |                  |                             |
| 2001  | Federico Villagra    | Javier Villagra       | Mitsubishi Lancer Evo VI N4   |                  |                             |
| 2002  | Tino Vianna          | Edu Paula             | Subaru Impreza N4             | PR               |                             |
| 2003  | Juliano Sartori      | Rafael Sartori        | Mitsubishi Lancer Evo V N4    | RS               |                             |
| 2004  | Ulysses Bertholdo    | Armando Miranda       | Mitsubishi Lancer Evo VII N4  | SP               |                             |
| 2005  | Ulysses Bertholdo    | Gilberto Barricati    | Mitsubishi Lancer Evo VIII N4 | SP               |                             |
| 2006  | Juliano Sartori      | Rafael Sartori        | Subaru Impreza N4             | RS               |                             |
| 2007  | Édio Füchter         | Lelo Perdigão         | Mitsubishi Lancer Evo IX N4   | SC               |                             |
| 2008  | Édio Füchter         | Gilvan Jablonski      | Mitsubishi Lancer Evo IX N4   | SC               |                             |
| 2009  | Kris Meeke           | Paul Nagle            | Peugeot 207 S2000 N4          |                  | IRC, CODASUR (28e édition)  |
| 2010  | Kris Meeke           | Paul Nagle            | Peugeot 207 S2000 N4          |                  | IRC, CODASUR (29e édition)  |

(A6, A7, A8, et N4 sont des classes de voitures spécifiques au CODASUR).

## Lien Interne
- Autódromo Internacional de Curitiba.